# Schütze-Klasse (1882)
Die Schütze-Klasse war eine Klasse von sieben Torpedobooten der Kaiserlichen Marine, deren Typschiff und Namensgeber die 1882 vom Stapel gelaufene Schütze war. Alle anderen Schiffe der Klasse folgten bis Mitte Juni 1882. Die Indienststellungen der Boote für die Torpedoflottille der Kaiserlichen Marine erfolgten zwischen März und November 1883 und sie waren größtenteils bis zur Streichung als Kriegsschiff Ende 1891 in der Flottille als Schulboote aktiv. Später wurden einige als Wachboote bei den jeweiligen Marinestationen eingesetzt.
Die Schiffe der Schütze-Klasse werden auch als Torpedoboote I. Klasse Nr. V bis XI. bezeichnet, waren als verzinkter Querspant-Stahlbau ausgeführt und wurden mit den Baunummern 55 bis 60 durch die AG Weser in Bremen gefertigt. Fünf Schiffe des Klasse wurden mit einer stehenden Zweizylinder-Zweifachexpansionsmaschine, welche ca. 500 PS Leistung leistete, ausgestattet. Lediglich die Scharf erhielt eine stehende Dreizylinder-Dreifachexpansionsmaschine mit knapp 600 PS Leistung. Charakteristisch für diese Schiffsklasse waren die beiden nebeneinanderstehenden Schornsteine.
Die Bewaffnung mit einer 3,7-cm-Revolverkanone, zwei 35-cm-Torpedorohren und jeweils sechs 35-cm-Torpedos war bei allen Schiffen genauso wie die Besatzung von einem Offizier und 12 Mann gleich. Alle Boote besaßen kein Beiboot.

## Die einzelnen Schiffe

### Schütze
Das Torpedoboot Schütze war das Typschiff der Schütze-Klasse und wurde von der AG Weser gebaut. Das Boot lief am 11. Mai 1882 mit der Baunummer 54 vom Stapel, wobei die Indienststellung für die Torpedoflottille am 14. Juli 1883 erfolgte. Am 14. Juli 1882 erfolgte die Indienststellung und die Überführung nach Kiel unter dem Leutnant zur See Hugo Emsmann. Die Schütze wurde in der Folge periodisch eingesetzt. Das Torpedoboot Schütze wurde als Schulboot bei der Torpedoflottille eingesetzt. Am 29. September 1887 wurde sie außer Dienst gestellt. Es wurde am 19. Oktober 1891 aus der Liste der Kriegsschiffe gestrichen und anschließend als Wachboot in Wilhelmshaven verwendet. 1900 wurde es verkauft und dann in Hamburg abgebrochen. Ende April/Anfang Mai 1885 war der spätere Admiral Max Rollmann Kommandant des Bootes.

### Flink
Das Torpedoboot Flink gehörte zur Schütze-Klasse und wurde von der AG Weser gebaut. Das Boot lief am 24. Mai 1882 mit der Baunummer 55 vom Stapel, wobei die Indienststellung für die Torpedoflottille am 6. November 1883 erfolgte. Das Torpedoboot Flink wurde als Schulboot bei der Torpedoflottille eingesetzt. Es wurde am 19. Oktober 1891 aus der Liste der Kriegsschiffe gestrichen und anschließend als Heizboot eingesetzt. 1900 wurde das Boot für 5.500 Mark verkauft und später in Hamburg abgebrochen.

### Scharf
Das Torpedoboot Scharf gehörte zur Schütze-Klasse und wurde von der AG Weser gebaut. Im Gegensatz zu den anderen Boote der Klasse wurde dieses aber mit einer stärkeren Maschine ausgestattet. Das Boot lief am 30. Mai 1882 mit der Baunummer 56 vom Stapel, wobei die Indienststellung für die Torpedoflottille am 5. September 1883 erfolgte. Das Torpedoboot Scharf wurde als Schulboot bei der Torpedoflottille eingesetzt. Im Gegensatz zu den anderen Booten der Klasse wurde die Scharf nicht aus der Liste der Kriegsschiffe gestrichen und kam ab 20. August 1892 als Wachboot bei der Marinestation der Ostsee zum Einsatz.

### Tapfer
Das Torpedoboot Tapfer gehörte zur Schütze-Klasse und wurde von der AG Weser gebaut. Das Boot lief am 6. Juni 1882 mit der Baunummer 57 vom Stapel, wobei die Indienststellung für die Torpedoflottille am 10. Juli 1883 erfolgte. Das Torpedoboot Tapfer wurde als Minenleger und Hafentorpedoboot bei der Torpedoflottille eingesetzt. Es wurde am 2. Dezember 1890 aus der Liste der Kriegsschiffe gestrichen und anschließend als Zielboot verwendet. Am 22. April 1908 wurde der Rumpf für 90 Mark verkauft.

### Kühn
Das Torpedoboot Kühn gehörte zur Schütze-Klasse und wurde von der AG Weser gebaut. Das Boot lief am 12. Juni 1882 mit der Baunummer 58 vom Stapel, wobei die Indienststellung für die Torpedoflottille am 7. April 1883 gemeinsam mit der Vorwärts erfolgte. Das Torpedoboot Kühn wurde als Schulboot bei der Torpedoflottille eingesetzt. Es wurde am 19. Oktober 1891 aus der Liste der Kriegsschiffe gestrichen. Ab 20. August 1892 war es als Wachboot bei der Marinestation der Ostsee im Einsatz.

### Sicher
Das Torpedoboot Sicher gehörte zur Schütze-Klasse und wurde von der AG Weser gebaut. Das Boot lief am 26. Juni 1882 mit der Baunummer 59 vom Stapel, wobei die Indienststellung für die Torpedoflottille am 10. Juli 1883 als letztes Boot der Klasse erfolgte. Das Torpedoboot Sicher wurde als Schulboot bei der Torpedoflottille eingesetzt. Es wurde am 19. Oktober 1891 aus der Liste der Kriegsschiffe gestrichen. Ab 20. August 1892 war es als Wachboot bei der Marinestation der Ostsee im Einsatz.

### Vorwärts
Das Torpedoboot Vorwärts gehörte zur Schütze-Klasse und wurde von der AG Weser gebaut. Das Boot lief am 19. Juni 1882 mit der Baunummer 60 vom Stapel, wobei die Indienststellung für die Torpedoflottille am 7. April 1883 gemeinsam mit der Kühn erfolgte. Das Torpedoboot Vorwärts wurde als Schulboot bei der Torpedoflottille eingesetzt. Es wurde am 19. Oktober 1891 aus der Liste der Kriegsschiffe gestrichen. Ab 20. August 1892 war es als Wachboot bei der Marinestation der Ostsee im Einsatz.